# Extraordinary rendition

Une rendition (qu'on peut traduire par « restitution ») est le transfert d'un prisonnier d'un pays à un autre hors du cadre judiciaire, notamment hors des procédures normales d'extradition. 
Ce terme a été médiatisé dans le cadre de la « guerre contre le terrorisme », notamment à propos d'opérations de la CIA de transport clandestin de prisonniers, parfois précédé d'un enlèvement. Ces transferts sont régulièrement associés à une sorte « d'externalisation » de la torture, les États-Unis faisant torturer des prisonniers dans des pays alliés tout en l'interdisant sur leur territoire. 
Lorsque le sujet est d'abord enlevé au cours d'une opération clandestine avant d'être transféré, on parle d'extraordinary rendition.
Les personnes concernées sont parfois détenues dans des prisons secrètes de la CIA hors du territoire des États-Unis (aussi appelées « black sites » en anglais).

## Histoire
Des cas de transferts de prisonniers hors cadre judiciaire ont eu lieu avant que le terme de rendition ne soit en usage. Un des cas les plus célèbres est celui de l'enlèvement d'Adolf Eichmann en Argentine par les services secrets israéliens en 1960.

### Débuts
Dans les années 1980, les États-Unis élargissent l'autorité de leurs services fédéraux à l'extérieur de leur territoire pour poursuivre des terroristes ayant attaqué des citoyens ou des biens américains. En septembre 1987, le FBI arrête dans les eaux internationales Fawaz Younis, accusé d'avoir détourné un avion de ligne où se trouvaient deux Américains, et l'amène aux États-Unis où il est jugé et condamné. 
En 1990, le président Bush approuve l'enlèvement de Humberto Álvarez Machaín à Mexico par des mercenaires mexicains et son transfert aux États-Unis. Álvarez Machaín était recherché pour sa participation à la torture et au meurtre d'un agent de la DEA, Enrique Camarena.

### Larenditioncomme outil usuel contre le terrorisme
Dans les années 1990, les États-Unis commencent à utiliser la rendition de manière fréquente dans la lutte contre le terrorisme. Ramzi Yousef et Mir Aimal Kansi sont ainsi transférés sans procédure judiciaire du Pakistan aux États-Unis pour y être jugés, en 1995 et 1997 respectivement. 
En 1995, l'administration Clinton formalise l'utilisation de cette technique comme un de ses outils de lutte contre le terrorisme par la Presidential Decision Directive 39.
Plusieurs dizaines de renditions de terroristes présumés ont eu lieu avant le 11 septembre. Le Centre anti-terroriste de la CIA (en) (Counterterrorism Center - CTC) crée une branche dédiée, la Renditions Branch, en 1997. Cette branche est par la suite renommée Renditions Group.
En 1997, la CIA collabore avec divers services secrets étrangers pour briser des mouvements islamistes égyptiens. La CIA transfère des Égyptiens fugitifs de pays comme l'Albanie ou l'Azerbaïdjan à l'Égypte.

### Larenditionaprès le 11 septembre 2001
L'utilisation de la rendition s'intensifie dans le cadre de l'action anti-terroriste postérieure aux attentats du 11 septembre 2001. La procédure est alors utilisée par l'administration Bush comme moyen de délocaliser et de sous-traiter la torture. Un rapport de l'Open Society Foundation de 2013 indique que 54 pays ont participé à ce programme. « En 2007, une résolution du Parlement Européen évoque le nombre impressionnant de 1 245 vols effectués par la CIA dans l’espace aérien européen pour déplacer des personnes vers des pays tiers comme l’Égypte et la Syrie, où elles n’étaient détenues, sans aucune garantie juridique et pour une durée potentiellement illimitée, que pour être torturées et contraintes à avouer des informations considérées comme cruciales dans la lutte contre le terrorisme.» 
Les États-Unis sont accusés d'avoir pratiqué la rendition sur au moins 250 personnes depuis 2001, dont :
- Khaled El-Masri, citoyen allemand d'origine libanaise, homonyme d'un Égyptien recherché pour terrorisme ;
- Maher Arar, Canadien d'origine syrienne, qui dit avoir été appréhendé le 26 septembre 2002 ;
- deux citoyens suédois d'origine égyptienne enlevés à l'aéroport de Stockholm en décembre 2001 ;
- Mamdouh Habib (en), un Australien d'origine égyptienne, enlevé au Pakistan en octobre 2001 ;
- Hassan Moustapha Ossama Nasr, aussi appelé Abou Omar, soupçonné d'avoir été actif dans les milieux islamistes en Afghanistan et en Bosnie-Herzégovine, jusqu'en 1997 où il a eu le statut de réfugié politique. Il a été enlevé en Italie le 17 février 2003 et a été envoyé en Égypte en mai 2004. Dans cette affaire, le 23 juin 2005, un magistrat italien a demandé l'arrestation de 13 personnes, dont un ancien consul des États-Unis à Milan, pour enlèvement. Selon le quotidien New York Times qui cite un enquêteur italien, le gouvernement italien aurait pu être mis au courant de l'enlèvement, de manière à ne pas intervenir[11]. D'après le Chicago Tribune, l’ancien agent italien Stefano D'Ambrosio, a dit aux procureurs qu’il a été informé dans des termes explicites par des agents de la CIA qu’une opération conjointe pour kidnapper Abou Omar était encouragée et attribuée par le chef de la station de la CIA à Rome[12].

#### Témoignages et éléments concordants
De nombreux éléments viennent confirmer ces activités ; un recoupement de témoignages a été effectué avec les plans de vol d'avions appartenant à des sociétés n'ayant aucune activité économique telle que la Premier Executive Transport Services Inc. (dont le sigle Pets signifie « animaux de compagnie »), la Bayard Foreign Marketing of Portland et la Keeler and Tate Management qui sont accusées d'être des sociétés écran de la CIA. Des entreprises commerciales réelles tels Vision Airlines sont également prestataires de services pour la CIA.
Plusieurs journaux américains ont également obtenu des témoignages d'anciens membres des services secrets, ou de membres actuels sous anonymat. De nombreuses associations de défense des Droits de l'homme dénoncent ces pratiques, comme l'Association des avocats new-yorkais ou Human Rights Watch.

## Arrêts de la CEDH
À deux reprises, la Cour européenne des droits de l'homme (CEDH) a déclaré cette procédure illégale. Le premier arrêt concerne Khaled El-Masri (El-Masri c. l’Ex-République Yougoslave de Macédoine, 13 déc. 2012), affaire qui concerne « une détention secrète de cinq mois, accompagnée de mauvais traitements confinant à la torture, subie par un homme présenté à tort comme terroriste. Ceci, dans le cadre d’une « restitution extraordinaire » ou « remise extrajudiciaire secrète » à la CIA .» Selon la CEDH, la restitution extraordinaire désigne le « transfert extrajudiciaire d’une personne de la juridiction ou du territoire d’un État à ceux d’un autre État, à des fins de détention et d’interrogatoire en dehors du système juridique ordinaire » (§ 221 citant Cour EDH, 4e Sect. Dec. 6 juillet 2010, Babar Ahmad et autres c. Royaume-Uni, Req. n° 24027/07, § 114 – ADL du 26 juillet 2010). Or cette « mesure impliqu[e] un risque réel de torture ou de traitements cruels, inhumains ou dégradants » (§ 221) .